# Martín Vizcarra
Martín Alberto Vizcarra Cornejo (Lima, 22 maart 1963) is een Peruviaans politicus. Van 2018 tot 2020 was hij de 96e president van Peru.

## Politieke loopbaan
Vizcarra was tussen januari 2011 en december 2014 de gouverneur van Moquegua. In juli 2016 werd hij bij de nationale verkiezingen verkozen tot eerste vicepresident van Peru, een functie die hij tot maart 2018 zou bekleden onder het presidentschap van Pedro Pablo Kuczynski. Tijdens diezelfde periode (van juli 2016 tot mei 2017) was hij tevens actief als minister van Vervoer en Communicatie, waarbij hij onder meer belast werd met de strijd tegen de rampzalige overstromingen die Peru troffen. Vanaf oktober 2017 was Vizcarra enkele maanden de Peruviaanse ambassadeur in Canada.
In maart 2018 moest president Kuczynski vroegtijdig aftreden wegens verdenkingen van corruptie. Vizcarra was de eerste in lijn van opvolging en werd op 23 maart beëdigd als de nieuwe president. Ook hijzelf kreeg echter te maken met beschuldigingen van corruptie: hij zou een zanger hebben omgekocht met belastinggeld 'om regeringsgezinde boodschappen te verspreiden onder zijn publiek'. Het Congres van Peru besloot hierom in september 2020 een afzettingsprocedure tegen de president te starten. Vizcarra zei onschuldig te zijn, maar werd in november 2020 definitief afgezet. Congresvoorzitter Manuel Merino, een politieke rivaal van Vizcarra, nam het presidentschap vervolgens waar, maar zijn benoeming werd door velen als een coup gezien en lokte in het hele land hevige protesten uit. Na vijf dagen trad Merino af en volgde een nieuwe machtswisseling, met Francisco Sagasti als nieuw staatshoofd.